# Santa Lucía en los Juegos Olímpicos de la Juventud 2018
Santa Lucía compitió en los Juegos Olímpicos de la Juventud 2018 en Buenos Aires, Argentina, celebrados entre el 6 y el 18 de octubre de 2018. Su delegación estuvo conformada por tres atletas en dos disciplinas y logró una medalla de plata en las justas deportivas.

## Medallero
| Medalla       | Oro | Plata | Bronce | Total |
| ------------- | --- | ----- | ------ | ----- |
| Total oficial | 0   | 1     | 0      | 1     |

## Disciplinas

### Atletismo
Santa Lucía calificó a dos atletas, uno masculino y uno femenino.
- 100 metros masculino - Shelton St Rose
- 100 metros femenino - Julien Alfred

### Natación
Santa Lucía clasificó a un atleta en dos categorías.
- 100 metros mariposa masculino - Jayhan Odlum Smith
- 50 metros mariposa masculino - Jayhan Odlum Smith